# La Ville-aux-Clercs
La Ville-aux-Clercs település Franciaországban, Loir-et-Cher megyében. Lakosainak száma 1223 fő (2022. január 1.). La Ville-aux-Clercs Busloup, Chauvigny-du-Perche, Danzé, Fontaine-Raoul, Lisle, Rahart, Romilly és Saint-Hilaire-la-Gravelle községekkel határos.

## Népesség
A település népességének változása:
| Lakosok száma | 846  | 967  | 1114 | 1287 | 1307 | 1299 | 1273 | 1257 | 1253 | 1223 |
|               | 1968 | 1982 | 1990 | 2006 | 2013 | 2015 | 2017 | 2019 | 2020 | 2022 |